# Alice Trolle-Wachtmeister
Alice Victoria Trolle-Wachtmeister, née Tornérhielm le 9 mai 1926 à Helsingborg, morte le 26 juin 2017 au château de Trolle-Ljungby en Scanie, est une comtesse et femme d'État suédoise, Haute Maîtresse de 1994 à 2015.

## Biographie
Trolle-Wachtmeister était la fille du propriétaire terrien Erik Tornérhielm de Gedsholm et d'Ellen, née Valentiner-Branth. Enfant, Trolle-Wachtmeister est souvent malade et passe de longues périodes dans un sanatorium avec une nounou dans le Danemark natal de sa mère. À son retour à Gedsholm, dans la banlieue d'Helsingborg, elle ne parle que le danois et vit dans une pension de famille à Helsingborg. En 1943, à l'âge de dix-sept ans, elle suit l'exemple de sa mère et devient lotta. Après l'obtention de son diplôme d'école normale et la fin de la Seconde Guerre mondiale, elle entame une formation de domestique que son père considère comme le service militaire de sa fille. Elle a ensuite suivi un cours d'infirmière avec un stage pratique dans un hôpital pour enfants, un cours pratique de travail social à Copenhague de 1945 à 1947, un séjour dans une famille anglaise et un séjour en tant qu'aide-soignante. En 1949, elle a épousé le propriétaire terrien et fideicommissaire, le comte Hans-Gabriel Trolle-Wachtmeister, fils du premier huissier de justice Carl-Axel Trolle-Wachtmeister et de Brita, née Trolle. Ils s'installent au château de Trolle Ljungby en Scanie. Trolle-Wachtmeister s'engage ensuite dans la Croix-Rouge et la Société de couture de l'Église.
Elle a suivi une formation au service de surveillance aérienne et au service de soins du personnel dans l'armée de l'air. Trolle-Wachtmeister a été directrice adjointe de l'association de loterie du comté de Kristianstad de 1962 à 1968 et directrice de l'association de 1968 à 1974. Elle a suivi un cours de gestion à l'université de défense suédoise en 1974, a été présidente du conseil d'administration de l'association de la loterie nationale suédoise et a été directrice de la loterie nationale de 1974 à 1978. Trolle-Wachtmeister a été présidente des Jeunes Lottas suédoises de 1974 à 1978 et dame d'État de la Cour de 1978 à 1993, date à laquelle elle est devenue Lord Chamberlain. En tant que Lord Chamberlain, elle avait le rang de maréchal du royaume à la Cour.
Trolle-Wachtmeister a été membre du conseil municipal de Kristianstad de 1964 à 1976, députée au Riksdag, membre du comité de sobriété et du comité social du conseil du comté à partir de 1970, membre du conseil de l'église à partir de 1976, et membre du conseil d'administration de la fondation Sophiahemmet.

## Distinctions
- Grand-croix de l'ordre national du Mérite
- Grand-croix de l'ordre d'Isabelle la Catholique
- Grand-croix de l'ordre royal norvégien du Mérite
- Grand-croix de l'ordre de la Rose blanche